# PCエンジンDuo
PCエンジンDuo（ピーシーエンジンデュオ）は、1991年9月21日に日本電気ホームエレクトロニクス（NECホームエレクトロニクス）より発売された、PCエンジンの姉妹機にあたる家庭用ゲーム機。当時のメーカー希望小売価格は59,800円。
本機はHuCARDのみに対応したPCエンジンやPCエンジンコアグラフィックスとCD-ROMのみに対応したCD-ROM2やSUPER CD-ROM2の機能を一体化させた製品である。一体化に伴い、周辺機器を接続する端子を削除したため、NECホームエレクトロニクスが提唱したコア構想は事実上の終焉を迎えた。
1993年3月25日にはヘッドフォン端子やバッテリー端子を削除するなどして費用を削減し、丸みを帯びた形状で本体色を白に変更したPCエンジンDuo-R、1994年6月25日にはPCエンジンDuo-Rの本体色を変更し、同梱のパッドを6ボタンとしたPCエンジンDuo-RXが発売された。
欧米市場ではTurboDuo（ターボデュオ）の商品名で発売されたが、PCエンジンDuo-R、PCエンジンDuo-RXは未発売である。

## バリエーション

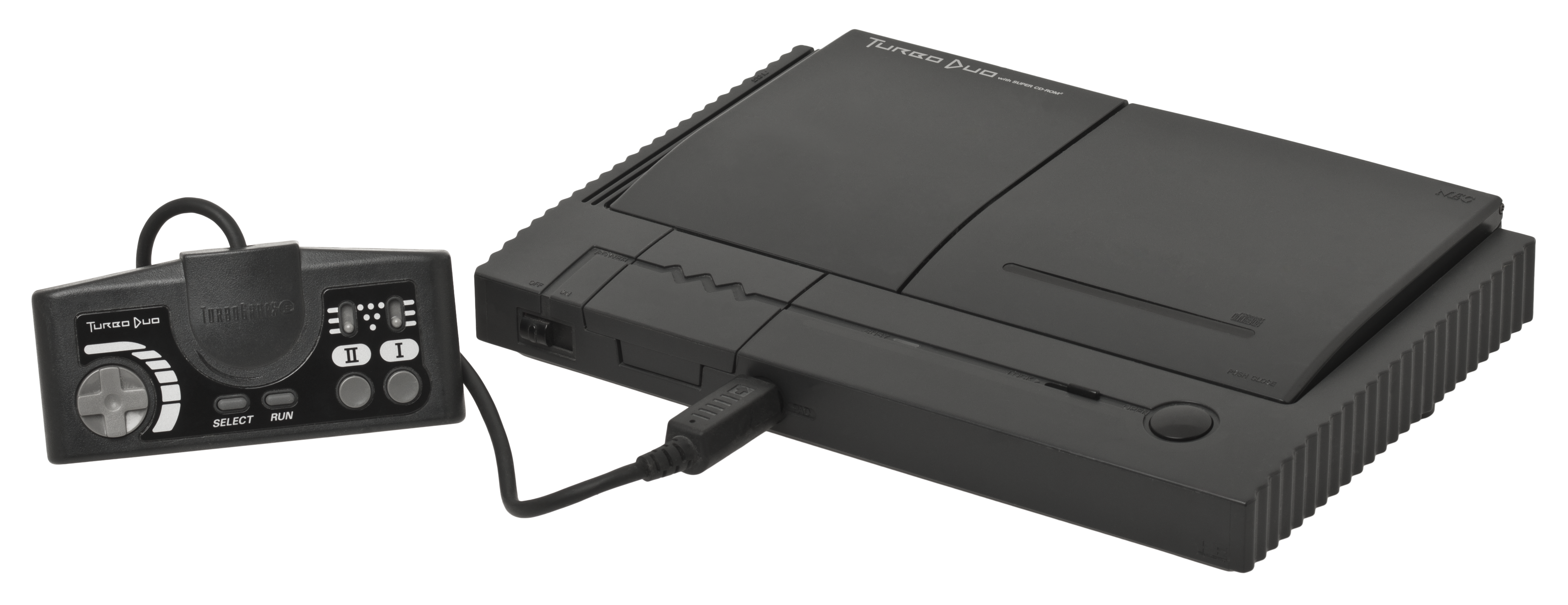
TurboDuo

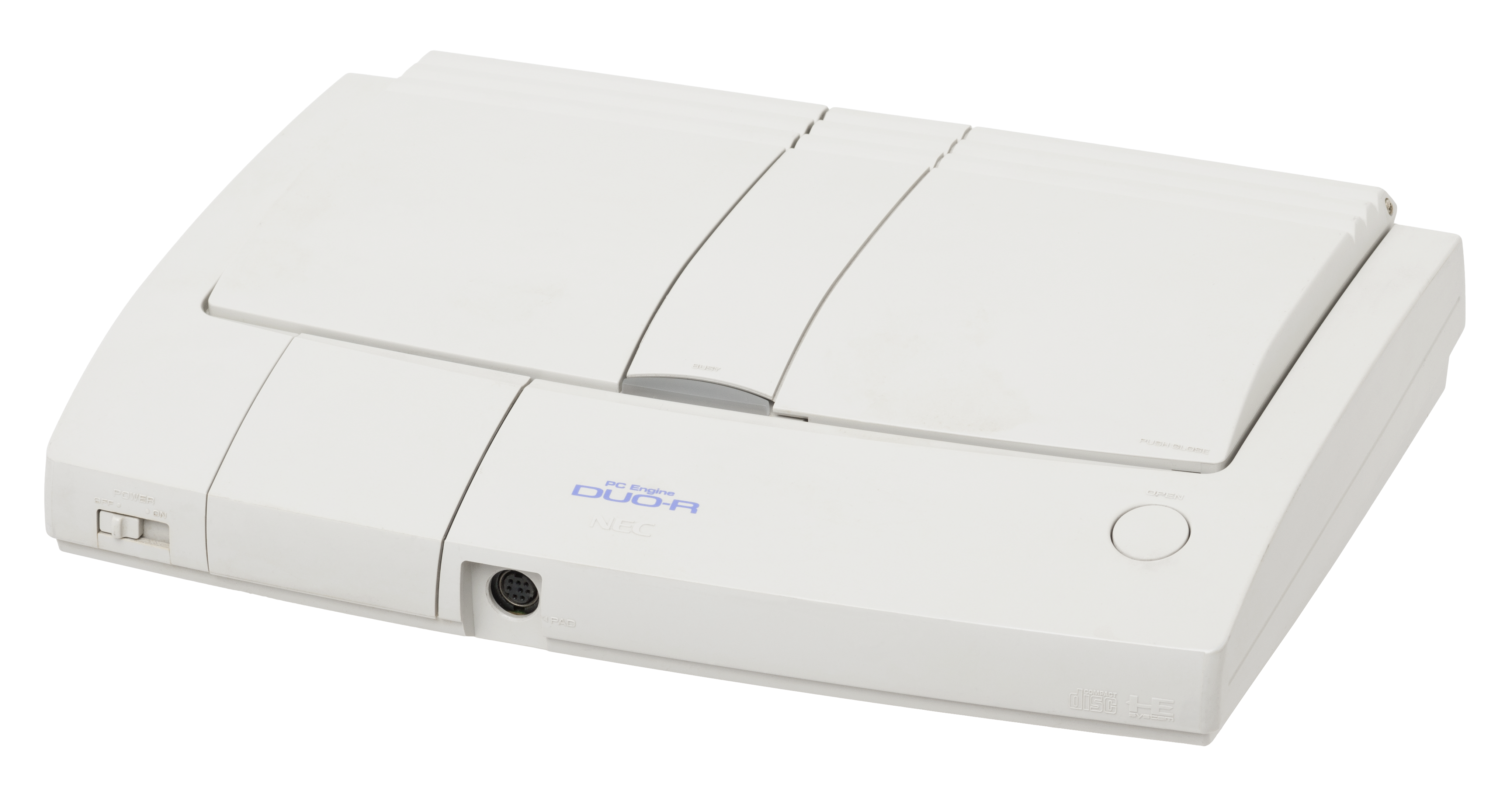
PCエンジンDuo-R

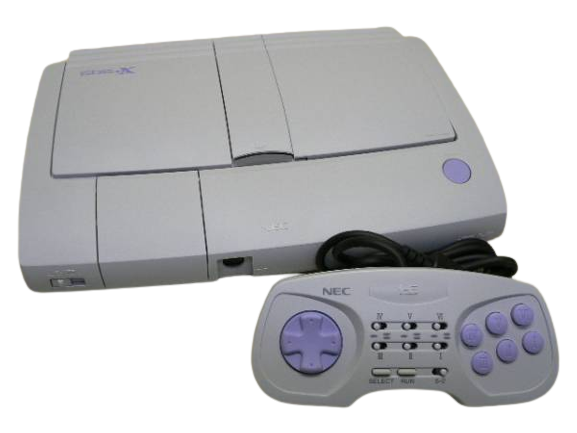
PCエンジンDuo-RX

PCエンジンDuo (PI-TG8)
1991年9月21日発売 59,800円
最初に発売されたモデル。SUPER CD-ROM2との一体型。シャトル以外の機種に搭載されていた拡張バスが廃止された。
別売りのDuoモニター(PI-LM1)とDuoバッテリー(PI-AD15)を接続することにより持ち運びが可能になる。
1991年には通商産業省のグッドデザイン賞を受賞した。
TurboDuo（HES-DUO-01）

1992年10月10日に$299.99で欧米市場で発売されたモデル。日本では未発売。
ソフト3本付属。
- Ys Book I & II（CD-ROM2）
- Gate of Thunder, Bonk's Adventure（英語圏版PC原人）, Bonk's Revenge（英語圏版PC原人2）（Super CD-ROM2 3-in-1）
- Dungeon Explorer（HuCARD）

1993年5月にシカゴで開催されたCES（コンシューマー・エレクトロニクス・ショー）にてMacintosh用のCD-ROMプレイヤーとして使用するための接続システムが参考出品されたが、商品化はされなかった。
PCエンジンDuo-R（PI-TG10）

1993年3月25日に39,800円で発売。海外では未発売。
NECのロゴマークが新しいものに変更された。
本体のカラーリングの変更とヘッドフォン端子やバッテリー端子等を省いた廉価版。
バッテリー端子等を省いたことにより持ち運びが出来なくなった。
コストダウンのために基板上の部品の実装密度を下げたところ、DUOの大きさではおさまらず、横から見た時の高さが15mm増加した。
本体やパッドのカラーリングは限りなく白に近いグレーとなり、当時のパソコンなどに使われている色に近くなった。
Duo用のACアダプタ（PAD-124）と異なるACアダプタ（PAD-129/PAD-130）に変更された。
デザインが丸みを帯びているところから「Round」の頭文字を取って「R」と名付けられている。
1993年に通商産業省のグッドデザイン賞を受賞した。
PCエンジンDuo-RX（PCE-DUORX）

1994年6月25日発売に29,800円で発売。海外では未発売。
Duo-Rのマイナーチェンジ機種。さらに低価格化したもの。
本体のカラーリングをシャドーグレーへと一部変更、同梱のコントローラが6ボタンのアーケードパッド6に変更された。
CD-ROMドライブがピックアップ移動や読み取り精度の上がったものに変更されており、CDからのデータ読み込みが速くなった。

## 周辺機器

### NECホームエレクトロニクス純正
- バッテリーセット
- アーケードカードDUO

| 型番                    | 名称                        | 発売日         | 備考 |
| ----------------------- | --------------------------- | -------------- | --- |
| PI-PD002 PI-PD06 PI-PD8 | ターボパッド                | 1987年10月30日 | 本体に同梱。 |
| PI-PD003                | マルチタップ                | 1987年10月30日 | パッドを5つまで接続できる純正機器。本体のみではパッドを1つしか接続できなかった弱点が逆に普及を促し、ファミコン以上に多人数同時プレイソフトを登場させることとなった。2人用や4人用のサードパーティ製のものもあった。 |
| PI-PD5                  | ターボパッドII              | 1989年11月22日 | PCエンジンシャトルの形状に合わせたターボパッド。 |
| PI-AN2                  | AVケーブル                  | 1989年11月22日 | テレビに接続する、映像/音声一体型のケーブル。本体に同梱。 |
| PI-AN3                  | RFユニット                  | 1989年11月22日 | コンポジット映像信号出力のマシンに使用し、RF信号を出力するための機器。 |
| NAPD-1001               | アベニューパッド3           | 1991年1月31日  | 3ボタン操作のフォーゴットンワールドの発売に合わせて登場。IIIボタンはSELECTかRUNボタンのいずれかに設定して使用する、連射もできるのでRUNボタンに設定してスローモーション（ポーズの連射）をかけることも可能。 |
| PAD-124                 | ACアダプタ                  | 1991年9月21日  | PCエンジンDuo用のACアダプタ。本体に同梱。 |
| PI-LM1                  | Duo モニター                | 1991年9月21日  | TVチューナー内蔵の4.3インチTFT液晶モニター |
| PI-AD13                 | Duoカーアダプタ             | 1991年9月21日  | 車用のPCエンジンDuoアダプタ。 |
| PI-AD16                 | Duoモニターカーアダプタ     | 1991年9月21日  | 車用のDuo Monitorアダプタ。 |
| PI-AD17                 | Duoモニターバッテリーパック | 1991年9月21日  | 市販のアルカリ乾電池をDuoモニタで使用可能にするボックス。 |
| PI-AN5                  | DuoモニターAVケーブル       | 1991年9月21日  | DuoモニターにAV機器を接続する際に必要となる。 |
| PI-AN6                  | Duoモニターアンテナコネクタ | 1991年9月21日  | Duoモニター用アンテナ整合器。 |
| PAD-126                 | DuoモニターACアダプタ       | 1991年9月21日  | Duoモニター用のACアダプタ。市販はされず、修理のみ対応。 |
| PI-AD14                 | バッテリーセット            | 1991年11月21日 | 本体をバッテリー駆動にする。なお、PI-AD14はバッテリーチャージャーの型番である。 |
| PI-AD15                 | Duoバッテリーパック         | 1991年11月21日 | PCエンジンDuo用のバッテリー。 |
| PI-PD11                 | コードレスマルチタップ      | 1992年12月18日 | PCエンジンDuoに合わせたデザインの純正品。パッド信号を赤外線で伝達することでコントローラのコードレス化を実現。コードレスマルチタップ自体はPCエンジン本体のパッド端子に接続する。コードレスパッドを5本揃えれば5人同時プレイ可能である。受信可能距離は約3mまで。 |
| PI-PD12                 | コードレスパッド            | 1992年12月18日 | コードレスマルチタップ用のパッド。単四乾電池4本必要。 |
| PI-AD19                 | メモリーベース128           | 1993年3月      | パッド端子に接続して使用するセーブ用外部メモリ。後期ソフトのセーブデータの肥大化に対応し容量は128KBと非常に大きいが、対応ソフト以外は使用不可能。コーエー発売の同機能の周辺機器「セーブくん」もある（『信長の野望・武将風雲録』・『三國志III』などの一部に同梱）。 対応ソフトのうち、『エメラルドドラゴン』・『リンダキューブ』・『プライベート・アイ・ドル』・『ぽっぷるメイル』の4本には本体のバックアップメモリとの間でセーブデータをコピーするなどの操作が出来る管理ユーティリティを内蔵。『エメラルドドラゴン』・『リンダキューブ』は共通のツールでデータの互換性があるが、『プライベート・アイ・ドル』と『ぽっぷるメイル』は両者との互換性はない。 |
| NAPD-1002               | アベニューパッド6           | 1993年5月28日  | 6ボタンパッド。ストリートファイターIIの移植に対応する形で登場。 |
| PAD-129                 | ACアダプタ                  | 1993年11月1日  | PCエンジンDuo-R用のACアダプタ。本体に同梱。 |
| PCE-AC1                 | アーケードカードDUO         | 1994年3月12日  | PCエンジンDuo系の機種やSUPER CD-ROM2用のアーケードカード。 |
| PAD-130                 | ACアダプタ                  | 1994年6月25日  | PCエンジンDuo-RX用のACアダプタ。本体に同梱。 |
| PCE-TP1                 | アーケードパッド6           | 1994年6月25日  | 6ボタンパッド。6つのボタンは独立した連射機能が付いている。PCエンジンDuo-RXに同梱。PC-FXの標準パッドとデザインがほぼ同じ。ボタンと十字キーの色はライトブルー。 |

### 他社発売
- 「HACKER CD CARD」についてはハッカーインターナショナルのツール類を参照。

## その他
- その成功はソニーが任天堂にCD-ROMを用いたゲームを採用するように提案するきっかけとなった[7][要検証 – ノート]。
- PCエンジンDuoのコマーシャルソングおよびサウンドロゴを歌っていたのは、当時4歳のCrystal Kayである。